# ناثان ديفيس
ناثان ديفيس (بالإنجليزية: Nathan Davis)‏ هو لاعب كرة قدم أمريكية ولاعب كرة القدم الكندية أمريكي، ولد في 6 فبراير 1974.

## روابط خارجية
- ناثان ديفيس على موقع الاتحاد الدولي لألعاب القوى (الإنجليزية)
- ناثان ديفيس على موقع مرجع كرة القدم المحترفة.كوم (الإنجليزية)